# 만력34년 진해현 호적
만력34년 진해현 호적(萬歷34年 鎭海縣 戶籍)은 대한민국 경상남도 창원시 마산회원구 양덕동에 있는 조선시대의 호적이다. 1976년 4월 15일 경상남도의 유형문화재 제140호로 지정되었다.

## 현지 안내문
조선시대 경남 진해현에 보관되어 있던 칠원 제씨의 호적원부 가운데 일부분이다. 크기는 가로1.0m, 세로 70cm이며, 한지 두루마리로 되어 있다.
전면 일부가 약간 훼손되었을 뿐 나머지는 거의 완전하게 남아 있다.
이 호적원부는 당시 제씨 문중의 가계(家系)와 문서 양식의 형태를 파악하는데 좋은 자료이다.

## 참고 자료
- 만력34년 진해현 호적 - 국가유산청 국가유산포털